# Образовна лингвистика
Образовна лингвистика је термин који се понекад користи да означи примену лингвистичких теорија, метода и дескриптивних открића на проучавање наставе матерњег језика у школама и другим образовним срединама.
У специфичне теме интересовања спадају језички варијетети у наставном плану, као и настава лингвистике, граматике итд. у школама.